# كيسي بنجامين
كيسي بنجامين (بالإنجليزية: Casey Benjamin)‏ هو عازف ساكسفون ومنتج أسطوانات وكاتب أغاني أمريكي، ولد في 1978 في كوينز في الولايات المتحدة.

## وصلات خارجية
- كيسي بنجامين على موقع IMDb (الإنجليزية)
- كيسي بنجامين على موقع ميوزك برينز (الإنجليزية)
- كيسي بنجامين على موقع أول ميوزيك (الإنجليزية)
- كيسي بنجامين على موقع ديسكوغز (الإنجليزية)